# William Riddell Birdwood
William Riddell Birdwood, 1:e baron Birdwood, född 13 september 1865 i Kirkee, Indien, död 17 maj 1951 i Middlesex, England, var en brittisk fältmarskalk.
Birdwood blev officer vid kavalleriet 1885, överste 1905, generalmajor 1911 och general 1917. Birdwood deltog med grad som generalstabsofficer i andra boerkriget 1899-1902. Han var befälhavare vid Ententens (i detta fall Anzacs) landsättning vid Gallipoli inför slaget vid Gallipoli 1915-16 under första världskriget och därefter chef för den australiska kåren i Frankrike 1916-18. Efter fredsslutet blev Birdwood 1920 befälhavare i norra militärdistriktet i Indien och 1925 överbefälhavare för brittisk-indiska armén. Samma år utnämndes han till fältmarskalk.

## Biografi
William Riddell Birdwood föddes i Kirkee i Indien och var son till Herbert Mills Birdwood, född i Bombay, utbildad i Storbritannien och hade återvänt till Indien 1859 efter att ha klarat den indiska myndighetskontrollen. År 1861 gifte han sig Herbert Birdwood med Edith Marion Sidonie, den äldsta dottern till militärläkaren Elijah George Halhed Impey från Bombay Horse Artillery. De fick fem söner och en dotter och William var deras andra son. När William föddes hade hans far säte i Bombays lagstiftande råd och skulle senare bli domare i Bombays Högsta domstol. William fick sin utbildning vid Clifton College.

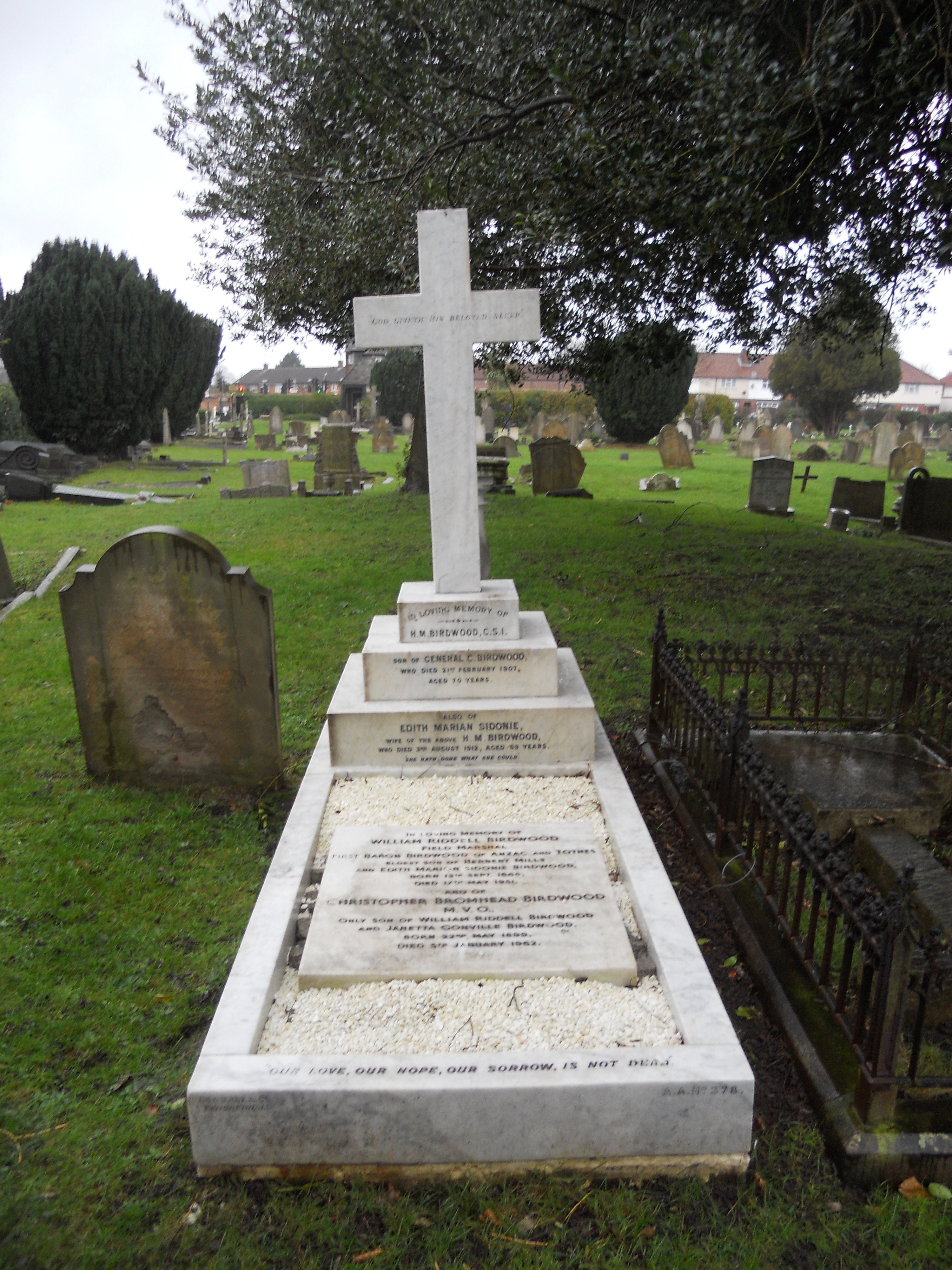
William Birdwoods familjegrav på Twickenham Cemetery

William Birdwood dog på Hampton Court Palace den 17 maj 1951. Han begravdes på Twickenham Cemetery med fullständiga militära utmärkelser.

### Militär karriär
Efter att ha säkrat ett milisuppdrag i 4:e bataljonen av Royal Scots Fusiliers 1883, utbildades Birdwood vid Royal Military College, Sandhurst, varifrån han tidigt fick uppdrag på grund av den ryska krigsskräcken 1885 och blev löjtnant i 12:e (Prince of Wales's) Royal Lancers i maj 1885. Han tog över sitt regemente i Indien men överfördes sedan från 12:e Royal Lancers till Bengal Staff-kåren i december 1886 och övergick därefter till 11:e Bengal Lancers 1887. Han blev senare adjutant vid Viceroy's livgarde 1893. och befordrades till kapten i maj 1896.
Birdwood tjänstgjorde under andra boerkriget, först som brigadmajor med en utplacerad brigad i Natal från januari 1900 och sedan som biträdande adjutant i Lord Kitcheners stab från oktober 1900. Befordrade till brevetmajor den 20 november 1901 och lokal överstelöjtnant i oktober 1901, blev han militärsekreterare för Lord Kitchener i juni 1902, och följde honom när han återvände till Storbritannien ombord på SS Orotava, som anlände till Southampton i juli 1902. Han befordrades till överstelöjtnant i den sydafrikanska Hederslista som offentliggjordes den 26 juni 1902.
När Lord Kitchener åkte till Indien som befälhavare i november 1902 anslöt sig Birdwood till honom där som assisterande militärsekreterare och tolk. Han befordrades till major i maj 1903 och utnämndes till militärsekreterare för Lord Kitchener med rang av full överste i juni 1905. Efter att ha utsetts till lägerassistent till kungen den 14 februari 1906, fick han befäl över Kohat-brigaden vid nordvästra gränsen 1908 och då befordrad till tillfällig brigadegeneral den 28 juni 1909.
Befordrad till generalmajor i oktober 1911, blev Birdwood kvartermästare i Indien och medlem av Viceroy's Legislative Council 1912 och sedan sekreterare för den indiska arméavdelningen 1913.

### Gallipoli

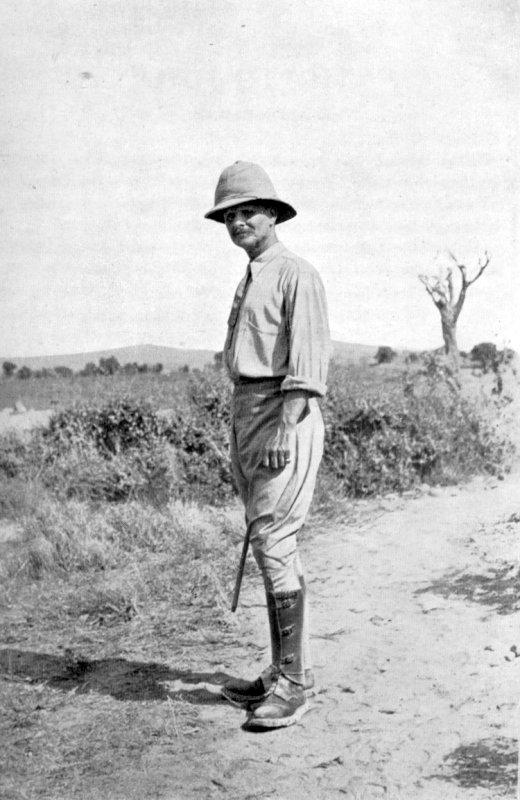
Birdwood vid Gallipoli 1915.

I november 1914 instruerades Birdwood av Lord Kitchener att bilda en armékår från de australiska och Nyzeeländska trupperna som utbildades i Egypten. Han befordrades till tillfällig generallöjtnant i december 1914 och fick befäl över en sådan armékår. Kitchener instruerade general Sir Ian Hamilton, befälhavare för Mediterranean Expeditionary Force, att genomföra en operation för att erövra Gallipolihalvön och placerade Birdwoods ANZAC Corps under Hamiltons befäl. Hamilton beordrade Birdwood att genomföra en landstigning den 25 april 1915 norr om Kabatepe på en plats som nu kallas ANZAC Cove. ANZAC-kåren stötte på höga åsar, smala klyftor, tät busksnår och starkt turkiskt motstånd och blev instängda. Generalmajor William Bridges och generalmajor Alexander Godley, divisionskommendörerna, var båda av den åsikten att de allierade styrkorna, som hanterade hårdare motstånd än väntat, skulle evakueras inför ett förväntat angrepp från turkiska styrkor. Trots detta beordrade Hamilton dem att hålla ställningarna.
Birdwood tog kommando över den australiska imperialstyrkan, det vill säga alla de australiska styrkorna i maj 1915, samtidigt som han fortfarande hade befäl över de allierade trupperna på marken vid Gallipoli. Han inledde en stor attack mot turkarna i augusti 1915 (Slaget vid Sari Bair) men lyckades ändå inte få bort dem från halvön. Trots detta var han den enda befälhavaren som motsatte sig att överge Gallipoli. Han befordrades till permanent rang av generallöjtnant i oktober 1915 och fick befäl över den nybildade Dardanellarmén. Kampanjens enastående framgång var evakueringen som leddes av Birdwood, som ägde rum i december 1915 och januari 1916, då hela styrkan drogs tillbaka före någon turkisk reaktion.

### Västfronten
I februari 1916 återgick de australiska och nyzeeländska kontingenterna till Egypten, en omorganisation för att införliva de nya enheterna och förstärkningarna som hade ackumulerats under 1915. När 1:a ANZAC Corps blev den första som avgick till Frankrike, tog Birdwood över kommandot. Under tidigt 1916 förespråkade Birdwood bildandet av en australisk och yzeeländsk armé eller en dominionarmé som även inkluderade kanadensiska styrkor under hans befäl, men förslaget verkställdes inte.
Birdwood befordrades till permanent rang av full general i oktober 1917 med befäl över en formation som sedan var känd som den australiska kåren i november 1917. Han utsågs också till adjutantgeneral till kungen den 2 november 1917 och fick befäl över den brittiska femte armén den 31 maj 1918 och ledde armén vid befrielsen av Lille i oktober 1918 och vid befrielsen av Tournai i november 1918.

## Efter kriget
Birdwood gjordes till baronett av Anzac och Totnes, i County of Devon, den 29 december 1919. Han lämnade Australien med stor hyllning 1920 och blev sedan generalofficer med befäl över den nordliga armén i Indien senare samma år. Han befordrades till fältmarskalk (med motsvarande hedersgrad i de australiska militärstyrkorna) i mars 1925 och efter att ha utsetts till medlem av verkställande rådet för Indiens guvernör i juli 1925 fortsatte han att vara överbefälhavare i Indien augusti 1925.
Efter att ha lämnat sin tjänst 1930 gjorde Birdwood ett försök att bli generalguvernör i Australien och fick kungens och den brittiska regeringens stöd. Den australiensiska premiärministern James Scullin insisterade emellertid på att hans australiske nominerade Sir Isaac Isaacs skulle utses. Istället utnämndes Birdwood till Master of Peterhouse, Cambridge den 20 april 1931 och till kapten för Deal Castle 1934. Han gick i pension från akademiskt arbete 1938.

## Utmärkelser och hedersbetygelser

### Brittiska
- Knight Grand Cross of the Order of the Bath (GCB) - 1 januari 1923[35] (KCB: 4 juni 1917;[36] CB: 19 juni 1911[37] )
- Knight Grand Commander of the Order of the Star of India (GCSI) - 1 januari 1930[38] (KCSI: 1 januari 1915;[39] CSI: 1 januari 1910[40] )
- Knight Grand Cross of the Order of St Michael and St George (GCMG) - 1 januari 1919[41] (KCMG: 3 juni 1915[42]
- Knight Grand Cross of the Royal Victorian Order (GCVO) - 11 maj 1937[43]
- Companion of the Order of the Indian Empire (CIE) - 1 januari 1908[44]
- Companion of the Distinguished Service Order (DSO) - 14 augusti 1908[45]
- Knight of Grace of the Venerable Order of St. John (KStJ) - 21 juni 1927[46]

### Utländska
- Croix de Guerre (Frankrike), 22 februari 1916 och 11 mars 1919 (med Palm)[47]
- Grand Officer of the Order of the Crown (Belgien) - 2 november 1916[48]
- Croix de Guerre (Belgien) - 11 mars 1918[49]
- Distinguished Service Medal (USA) - 12 juli 1919 [50]
- Storkorset av tornet och svärdets orden (Portugal) - 21 augusti 1919[51]
- Grand Cordon of the Rising Sun (Japan) - 21 januari 1921[52]